# Perdidos de Amor (filme)
Perdidos de Amor é um filme brasileiro de 1953, dirigido por Eurides Ramos, a partir do seu roteiro com J. B. Tanko, com direção de fotografia de Hélio Barrozo Netto. Nos papeis centrais estão Fada Santoro, Dick Farney, Theresa Amayo, Luiz Bonfá e Jurema Magalhães. Além de atuar, Luiz Bonfá compora a trilha sonora do filme.

## Elenco
| Ator/Atriz       | Personagem       |
| ---------------- | ---------------- |
| Fada Santoro     | Maria de Lourdes |
| Dick Farney      | Renato           |
| Theresa Amayo    | Maria do Carmo   |
| Miriam Carmem    | Dona Matilde     |
| Carlos Cotrim    | Capataz          |
| Antônio Spina    | Felipe           |
| Jurema Magalhães | Madrasta         |